# Кирча
Кирча (рум. Cârcea) — комуна у повіті Долж в Румунії. До складу комуни входить єдине село Кирча.
Комуна розташована на відстані 175 км на захід від Бухареста, 9 км на південний схід від Крайови.

## Населення
У 2009 року у комуні проживали 1817 осіб.

## Зовнішні посилання
- Дані про комуну Кирча на сайті Ghidul Primăriilor [Архівовано 28 Вересня 2007 у Wayback Machine.]